# 95962 Copito
95962 Copito este un asteroid din centura principală de asteroizi.

## Descriere
95962 Copito este un asteroid din centura principală de asteroizi. A fost descoperit pe 19 noiembrie 2003 la Begues de José Manteca. El prezintă o orbită caracterizată de o semiaxă mare de 3,21 ua, o excentricitate de 0,03 și o înclinație de 21,2° în raport cu ecliptica.